# Château de Beaulieu (Germignac)
Pour les articles homonymes, voir Château de Beaulieu.
Le château de Beaulieu est situé à Germignac en Charente-Maritime.

## Histoire
L'immeuble est inscrit au titre des monuments historiques par arrêté du 3 juillet 1992.

## Architecture

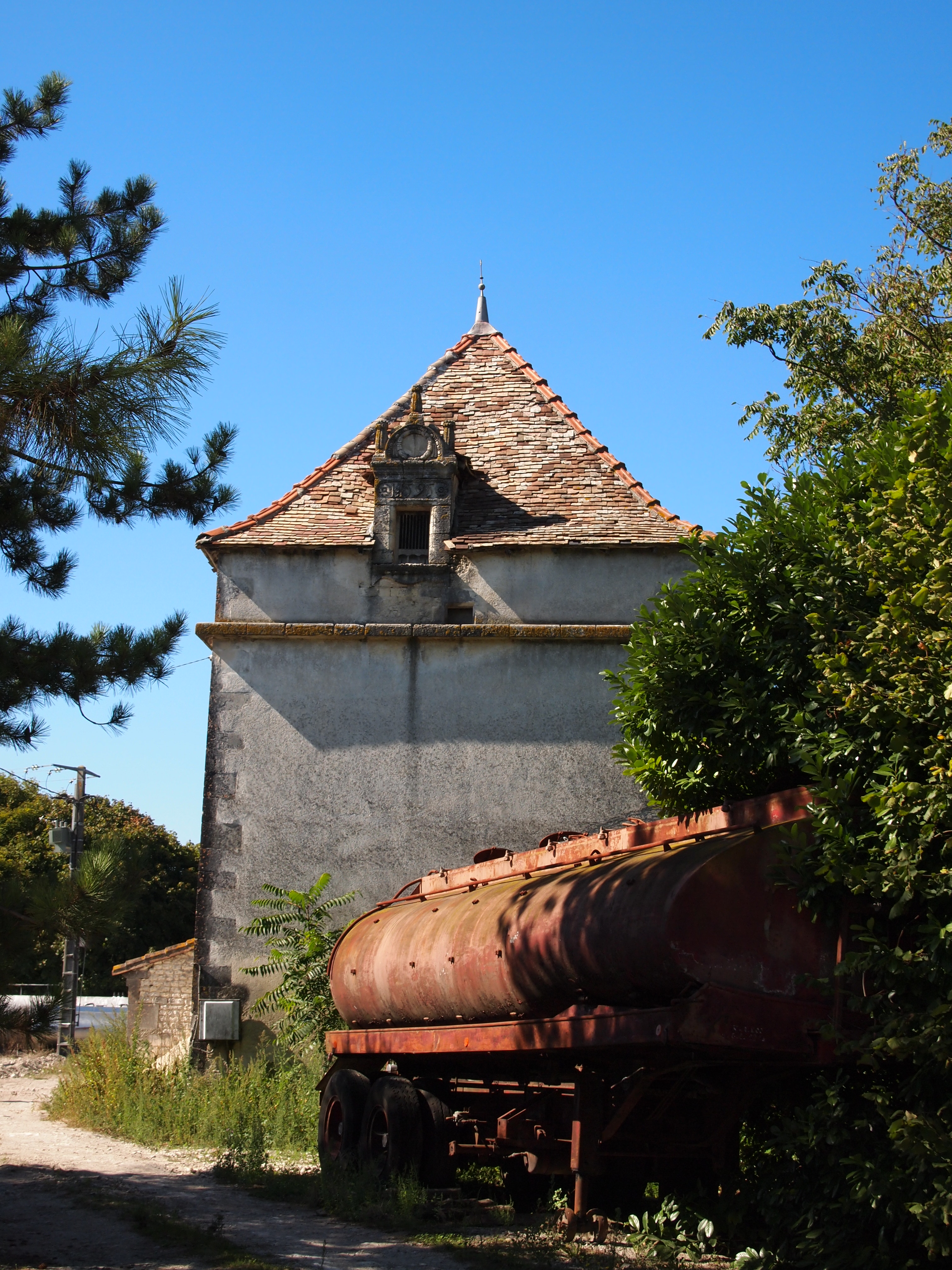
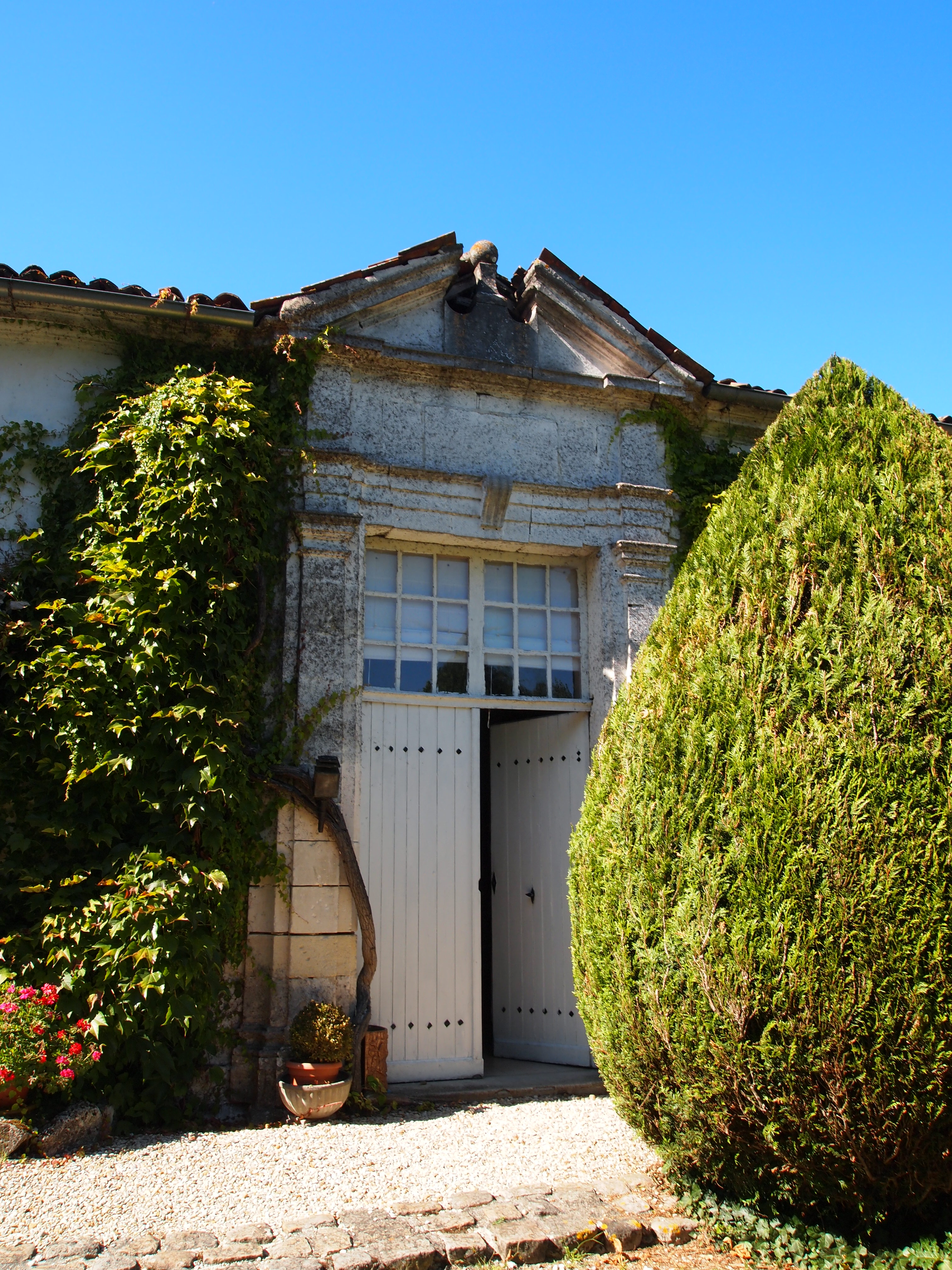